# Marcin Bułka
Marcin Bułka, född 4 oktober 1999, är en polsk fotbollsmålvakt som spelar för NEOM.

## Karriär
Den 28 september 2020 förlängde Bułka sitt kontrakt i Paris Saint-Germain fram till sommaren 2025 och lånades samtidigt ut till spanska Cartagena på ett låneavtal över säsongen 2020/2021. Den 31 januari 2021 lånades han istället ut till Ligue 2-klubben Châteauroux på ett låneavtal över resten av säsongen 2020/2021.
Den 5 augusti 2021 lånades Bułka ut till Nice på ett säsongslån. Låneavtalet innefattade en köpoption som Nice utnyttjade i juni 2022 då de värvades Bułka på en permanent övergång.
Bułka blev uttagen till Polens trupp i EM i fotboll 2024 men fick ingen speltid i turneringen.